# توماس جبريل
توماس جبريل (بالألمانية: Thomas Gabriel)‏ هو عازف هاربسكورد وملحن ألماني، ولد في 25 أغسطس 1957 في إسن في ألمانيا.

## وصلات خارجية
- الموقع الرسمي
- توماس جبريل على موقع ميوزك برينز (الإنجليزية)
- توماس جبريل على موقع ديسكوغز (الإنجليزية)